# 和田岬灯台

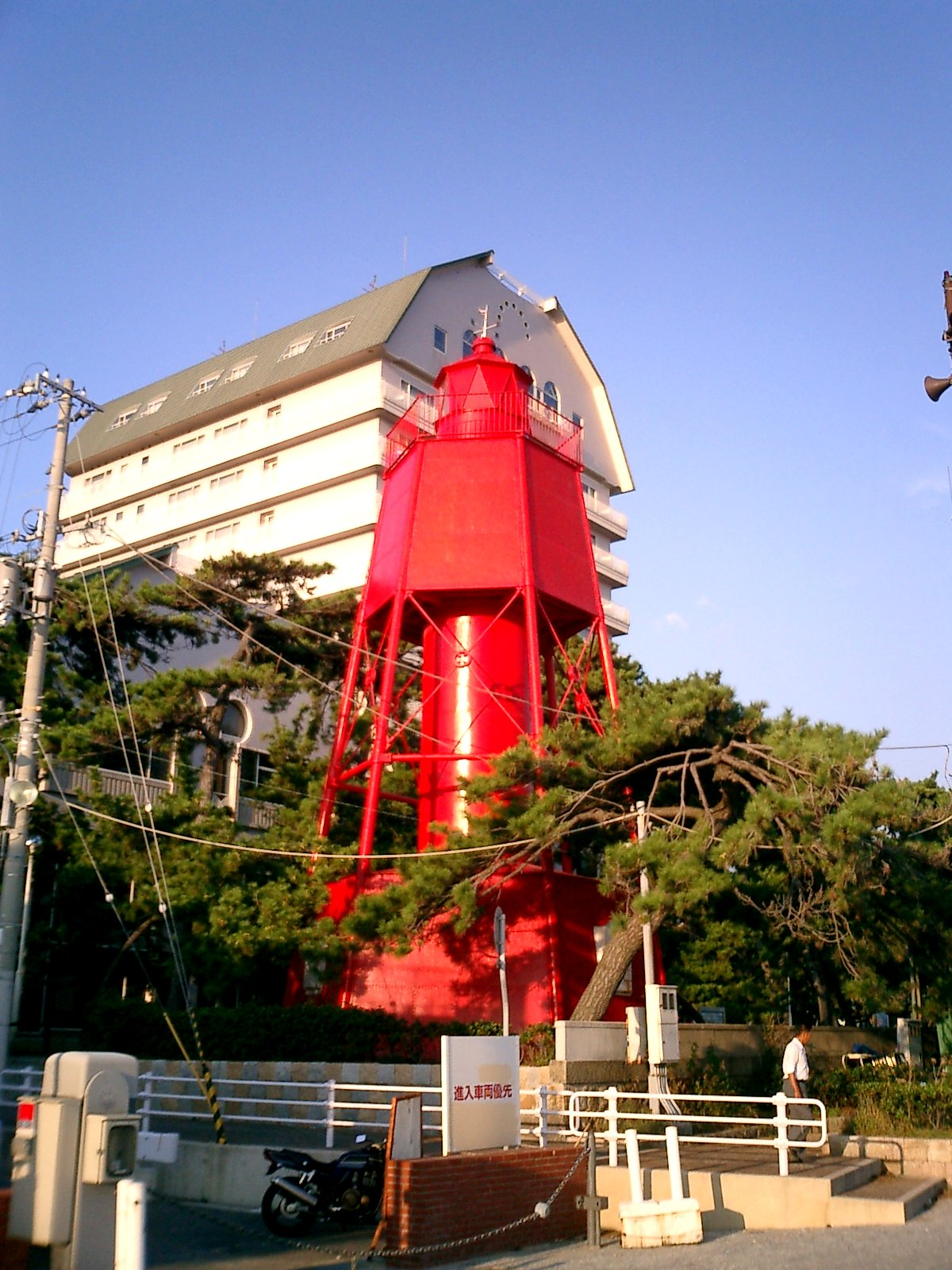
旧和田岬灯台。灯台の後ろの建物はシーパル須磨（国民宿舎）。

和田岬灯台（わだみさきとうだい）は、兵庫県神戸市の和田岬に建てられた灯台である。1964年（昭和39年）に和田岬から須磨海浜公園に移設保存されている。

## 概要
1867年（慶応3年）4月幕府は英国との間で結んだ大坂条約の中で5基の洋式灯台の建設を約束した。和田岬灯台はこの中の一つで兵庫の開港を前に設置されたものである。
初代の灯台は1871年（明治4年）に完成し、1872年（明治5年）10月1日に初点灯された。このときの建物は八角型の木製灯台で、後に1884年（明治17年）二代目となる鉄製灯台に改築され、1963年（昭和38年）に廃灯になるまで神戸初の水族館「和楽園水族館」や和田岬砲台などのあった和田岬に設置されていた。
現在残る鉄製の灯台は「日本の灯台の父」と称されるイギリス人リチャード・ヘンリー・ブラントンによって設計されたもので、高さが15.76メートルの三階建て、初代とは異なって六角形の形をしている。またこの2代目灯台は現存する日本最古の鉄製灯台で歴史的文化財的価値が高く、1998年（平成10年）には旧和田岬灯台の名称で国の登録有形文化財に登録された。
地元周辺の住民には「赤灯台（あかとうだい）」の愛称で親しまれている。

## 所在地
- 兵庫県神戸市須磨区須磨浦通1丁目1番地　須磨海浜公園

## 交通
- 山陽電車 須磨寺駅、月見山駅 徒歩10分
- JR神戸線（山陽本線）須磨海浜公園駅　徒歩5分
- JR神戸線（山陽本線）須磨駅　徒歩10分

## 周辺情報
- 須磨離宮公園
- 須磨寺
- 須磨海水浴場
- 須磨浦山上遊園
- 須磨海浜公園
- 須磨浦公園
- 神戸須磨シーワールド
- 須磨海づり公園